# Uadzskaré
Uadzskaré az ókori Egyiptom VIII. dinasztiájának egy rendkívül kevéssé ismert uralkodója, aki i. e. 2150 körül élt, az első átmeneti korban.

## Személyazonossága
Uadzskarének egyetlen említése maradt fenn: egy mészkőtáblán, amely a koptoszi dekrétumok néven ismert leletegyütteshez tartozik. Ez a tábla az R jelölést viseli, és ma a kairói Egyiptomi Múzeumban található (katalógusszám: JE 41894). A szöveg, melyet a felirat szerint maga a király írt, büntetéseket sorol azok számára, akik meg merik rongálni vagy ki merik fosztani a koptoszi Min szentélyét. Az Uadzskaré uralkodói név mellett a Demedzsibtaui Hórusz-név szerepel, azonban a megszokottól eltérően nem egy mondatban, emellett a ramesszida kori királylisták sem említik Uadzskaré nevét. Emiatt egyesek megkérdőjelezik létezését.
Farouk Gomaà és William C. Hayes a Demedzsibtaui Hórusz-nevet egy Noferirkaré nevű uralkodónak tulajdonítják, Uadzskarét pedig egy kevéssé ismert, Hór-Habau nevű királlyal tartják azonosnak. Hans Goedicke szerint Uadzskaré Demedzsibtaui elődje, és mindketten a IX. dinasztiához tartoztak.
Egy núbiai sziklafeliraton szerepel egy királynév, amelyről korábban feltételezték, hogy esetleg Uadzskaré neve, ma azonban úgy tartják, egy XI. dinasztiabeli helyi uralkodó, Szegerszeni uralkodói neve, a Menhkaré az.

## Név, titulatúra
A fáraók titulatúrájának magyarázatát és történetét lásd az Ötelemű titulatúra szócikkben.
| G5 |

| G5 |

| Aa6 · F34 | N18 · N18 |

| Aa6 · F34 | N18 · N18 |

| Aa6 · F34 | N18 · N18 |

| Aa6 · F34 | N18 · N18 |

| G5 |

| G5 |

| Aa6 · F34 | N18 · N18 |

| Aa6 · F34 | N18 · N18 |

| Aa6 · F34 | N18 · N18 |

| Aa6 · F34 | N18 · N18 |

| M23 | L2 |

| M23 | L2 |

| ra | wAD | kA |

| ra | wAD | kA |

| ra | wAD | kA |

| ra | wAD | kA |

| ra | wAD | kA |

| ra | wAD | kA |

| ra | wAD | kA |

| ra | wAD | kA |

| M23 | L2 |

| M23 | L2 |

| ra | wAD | kA |

| ra | wAD | kA |

| ra | wAD | kA |

| ra | wAD | kA |

| ra | wAD | kA |

| ra | wAD | kA |

| ra | wAD | kA |

| ra | wAD | kA |

## Fordítás
- Ez a szócikk részben vagy egészben  a   Wadjkare című angol Wikipédia-szócikk ezen változatának fordításán alapul.  Az eredeti cikk szerkesztőit annak laptörténete sorolja fel. Ez a jelzés csupán a megfogalmazás eredetét és a szerzői jogokat jelzi, nem szolgál a cikkben szereplő információk forrásmegjelöléseként.